# Dunajiw (Lwiw)
Dunajiw (ukrainisch Дунаїв; russisch Дунаев/Dunajew, polnisch Dunajów) ist eine Ortschaft in der Westukraine in der Oblast Lwiw. Das Dorf liegt am Fluss Solota Lypa, 26 Kilometer östlich der ehemaligen Rajonshauptstadt Peremyschljany und 62 Kilometer östlich der Oblasthauptstadt Lwiw entfernt.

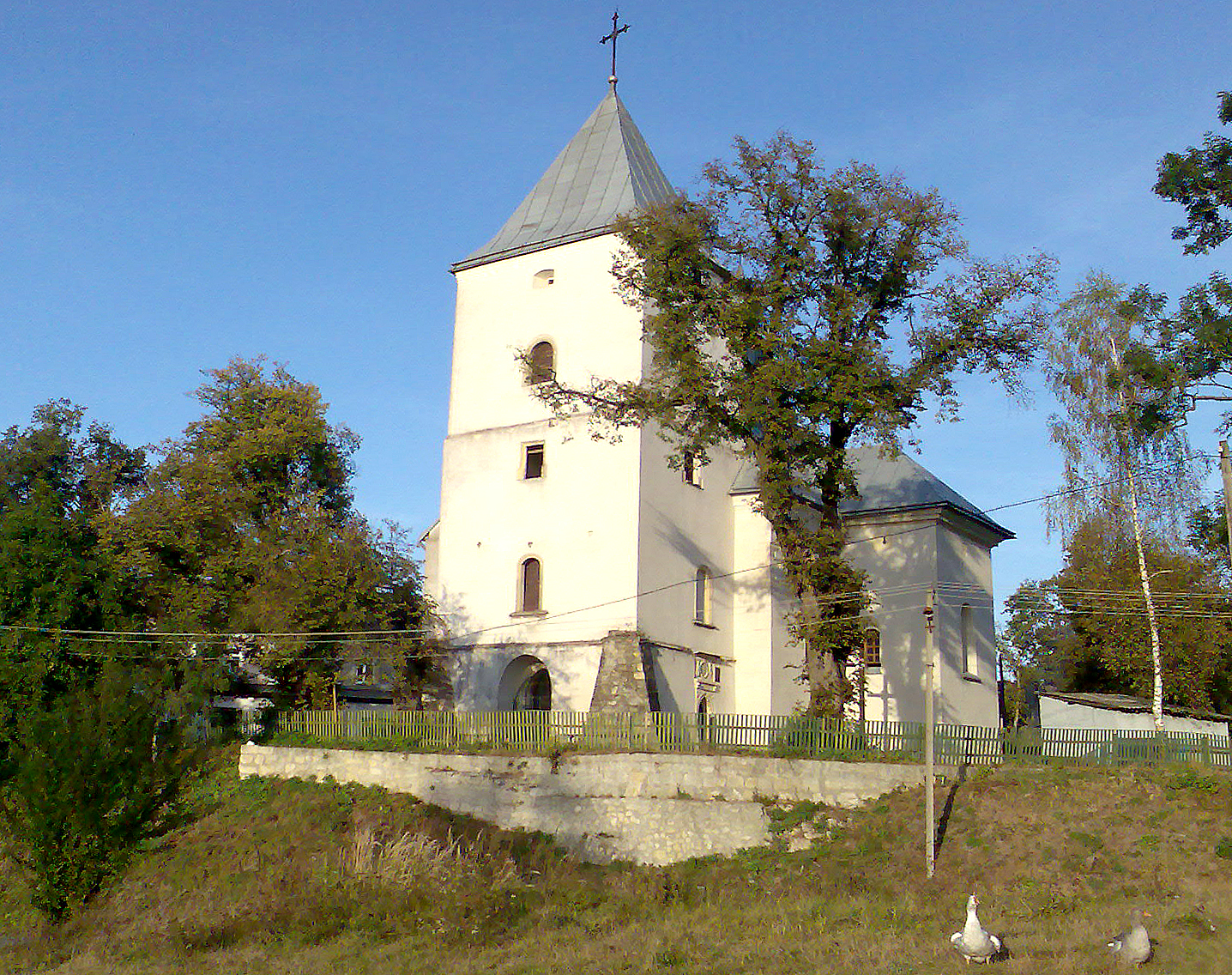
Kirche des Heiligen Stanislaus im Ort

Am 12. Juni 2020 wurde das Dorf ein Teil der neu gegründeten Stadtgemeinde Peremyschljany im Rajon Lwiw, bis dahin bildete sie zusammen mit den Dörfern Kurnyj (Курний), Pidsmereky (Підсмереки), Smerekiwka und Terniwka (Тернівка) die gleichnamige Landratsgemeinde Dunajiw im Rajon Peremyschljany.

## Geschichte
Der Ort wurde 1386 zum ersten Mal schriftlich erwähnt und lag bis 1772 in der Adelsrepublik Polen-Litauen, kam dann ins österreichische Kronland Galizien (zuletzt zur Bezirkshauptmannschaft Przemyślany zugehörig) und wurde 1918 ein Teil der Zweiten Polnischen Republik (in der Woiwodschaft Tarnopol, Powiat Przemyślany, Gmina Dunajiw).
Nach der Besetzung durch die Sowjetunion im September 1939 wurden dem Ort die Stadtrechte entzogen. Er wurde aber im Januar 1940 zur Rajonshauptstadt des gleichnamigen Rajons Dunajiw. Der Rajon wurde im Juni 1940, nach der Verlegung der Hauptstadt ins östlich gelegene Pomorjany, in Rajon Pomorjany umbenannt. Dunajiw ist seither ein einfaches Dorf.
Zwischen 1909 und 1944 hatte der Ort einen Bahnhof, südlich des Ortszentrums an der Bahnstrecke Pidhajzi–Lwiw.